# Anton Krošl
Anton Krošl, slovenski zgodovinar, politik, pesnik, pisatelj,* 18. maj 1905, Brežice, † 4. maj 1945, Koncentracijsko taborišče Neuengamme-Hamburg, Nemčija. Ponekod se napačno navaja njegov priimek kot Krošelj.
Bil je brat duhovnika in pastoralnega sociologa Jožeta Krošla. V Mariboru je obiskoval humanistično gimnazijo. Študiral je v Ljubljani na Filozofski fakulteti, kjer je diplomiral iz zgodovine leta 1930. Vmes se je študijsko izobraževal v Parizu in Caenu (Francija). Pisal je pesmi in knjige, prevajal ter urednikoval. Bil je prvi urednik revije Ogenj krščanske socialistične mladine, osrednje revije Krekove mladine (1928). Leta 1930 je postal odgovorna oseba krščanskosocialistične knjižne zadruge Delavska založba. Skupaj s Petelinom je napisal Pregled občne zgodovine (1934). Napisal je šolski učbenik za zgodovino Zgodovina trgovine s kratkim orisom občne zgodovine (1934), ki se je uporabljal v Kraljevini Jugoslaviji. Deloval je kot profesor na Trgovski akademiji v Ljubljani. Bil je začetnik slovenskega izobraževanja na daljavo - ustanovitelj, lastnik in direktor zasebne Dopisne trgovske šole v Ljubljani in Trgovskega učnega zavoda. Sedež njegove zasebne Dopisne trgovske šole je bil na Kongresnem trgu 2/II v Ljubljani.
Leta 1941 je doktoriral na FF v Ljubljani z doktorsko disertacijo "Zemljiška odveza na bivšem Kranjskem : (organizacija in delo zemljiškoodveznih organov 1849-1853)".
V času 2. svetovne vojne je ustanovil in vodil tajno narodnoosvobodilno organizacijo slovenske politične sredine Pobratim (1941), ki je izdajala tajni glasili Pobratim in Vir. Bil je ustanovitelj in voditelj tajne organizacije Narodna legija (1943), ki se je razvila iz Pobratima. V njej so delovali Milan Bano (namestnik vodje), Jakob Šolar, Andrej Gosar, Dimnik, Ločniškar, Kamušič, Benedik, Potokar, Koritnik, Borštnik, Poljanec, Janžekovič, Kham, Lončar, Križman, Pleničar, F. S. Finžgar ter drugi. Mladi član Narodne legije je bil tudi kasnejši ugledni profesor Pravne fakultete v Ljubljani, Aleksander Bajt. Krošl je bil načelnik GOO Glavnega organizacijskega odbora pri štabu Komande Slovenije, ki je bil organ kraljeve jugoslovanske vojske v Sloveniji. S to funkcijo je postal najvišje rangirani civilist v okviru kraljeve jugoslovanske vojske na ozemlju Slovenije. Sodeloval tudi z Direktorijem, ki je nastal pozno pomladi 1943 in je združeval skupine, ki niso bile vključene v OF, in tiste, ki so bile nezadovoljne z delovanjem Slovenske zaveze. V Direktoriju so bili tudi Nagode, Bano, Vrčon in tudi F. S. Finžgar. Želeli so organizirati tajno vojaško zvezo, ki bi prevzela politično in vojaško vodstvo, za poveljnika so imenovali Krošla. Ustanovil in vodil je tudi tajno medvojno organizacijo Narodna edinost, ki je izdajala tajno glasilo Narodna edinost. V letih 1943 in 1944 je bil načelnik DOS Državne obveščevalne službe kraljeve jugoslovanske vojske v Sloveniji.
Avgusta 1942 so ga aretirale italijanske okupacijske sile, iz zapora je bil izpuščen leta 1943. V okviru aretacij v Batovi palači so ga leta 1944 aretirale nemške okupacijske sile (gestapo) in ga poslale v Koncentracijsko taborišče Dachau ter naprej v Koncentracijsko taborišče Neuengamme pri Hamburgu. Tik pred koncem vojne so nemci izpraznili KT Neuengamme in v t. i. marših smrti taboriščnike vodili proti severu, proti Baltskem morju in zalivu Lübeck. Pri mestu Neustadt so taboriščnike ukrcali na ladje Cap Arcona, Thielbeck in Deutschland. Zavezniške letalske sile-RAF, so napadle ladje in jih potopile samo dan pred kapitulacijo Nemčije. V tragediji poimenovani po največji ladji Cap Arcona je umrlo okoli 5000 taboriščnikov, tudi Krošl.